# Przerwa meczu
Ten artykuł opisuje zagadnienie koszykarskie zgodne z normami FIBA.
Zasady w ligach NBA, NCAA lub innych mogą różnić się od tutaj przedstawionych.

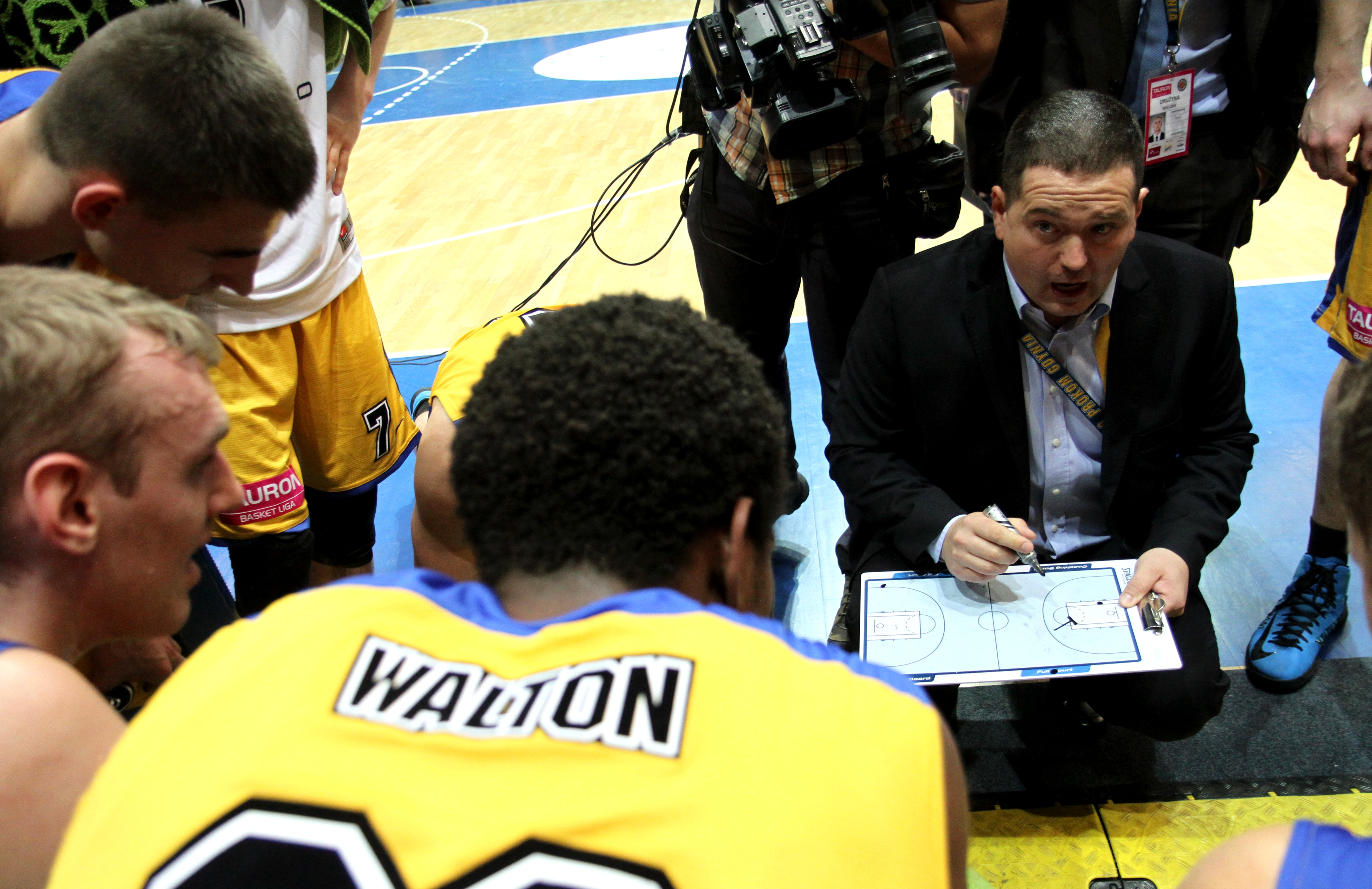
Trener prezentujący taktykę członkom drużyny podczas przerwy meczu.

Przerwa meczu – w koszykówce następuje w następujących sytuacjach:
- 20-minutowa przerwa meczu rozpoczynająca się 20 minut przed rozpoczęciem meczu[1] (wykorzystywana jest zawodników do rozgrzewki[2])
- 2-minutowa przerwa meczu pomiędzy pierwszą a drugą kwartą[3]
- 15-minutowa przerwa meczu między połowami[4] (zazwyczaj wykorzystywania przez koszykarzy do wykonywania rzutów na nowy kosz w związku ze zmianą boisk[5][2]).
- 2-minutowa przerwa meczu pomiędzy trzecią a czwartą kwartą[3]
- 2-minutowa przerwa przed każdą dogrywką[3].

Przerwy meczu nie należy mylić z 1-minutową przerwą na żądanie, ponieważ przerwa na żądanie jest przerwą w grze, a nie przerwą meczu.

## Przerwa przed meczem
Przerwa w okresie 20 minut poprzedzających planowaną godzinę rozpoczęcia meczu rozpoczyna się dokładnie 20 minut przed planowaną godziną rozpoczęcia meczu. Jednocześnie 20 minut przed planowanym rozpoczęciem meczu rozpoczyna się związek sędziów z meczem.
Przerwa ta kończy się, w momencie w którym piłka opuszcza rękę sędziego podczas rzutu sędziowskiego rozpoczynającego mecz koszykówki.

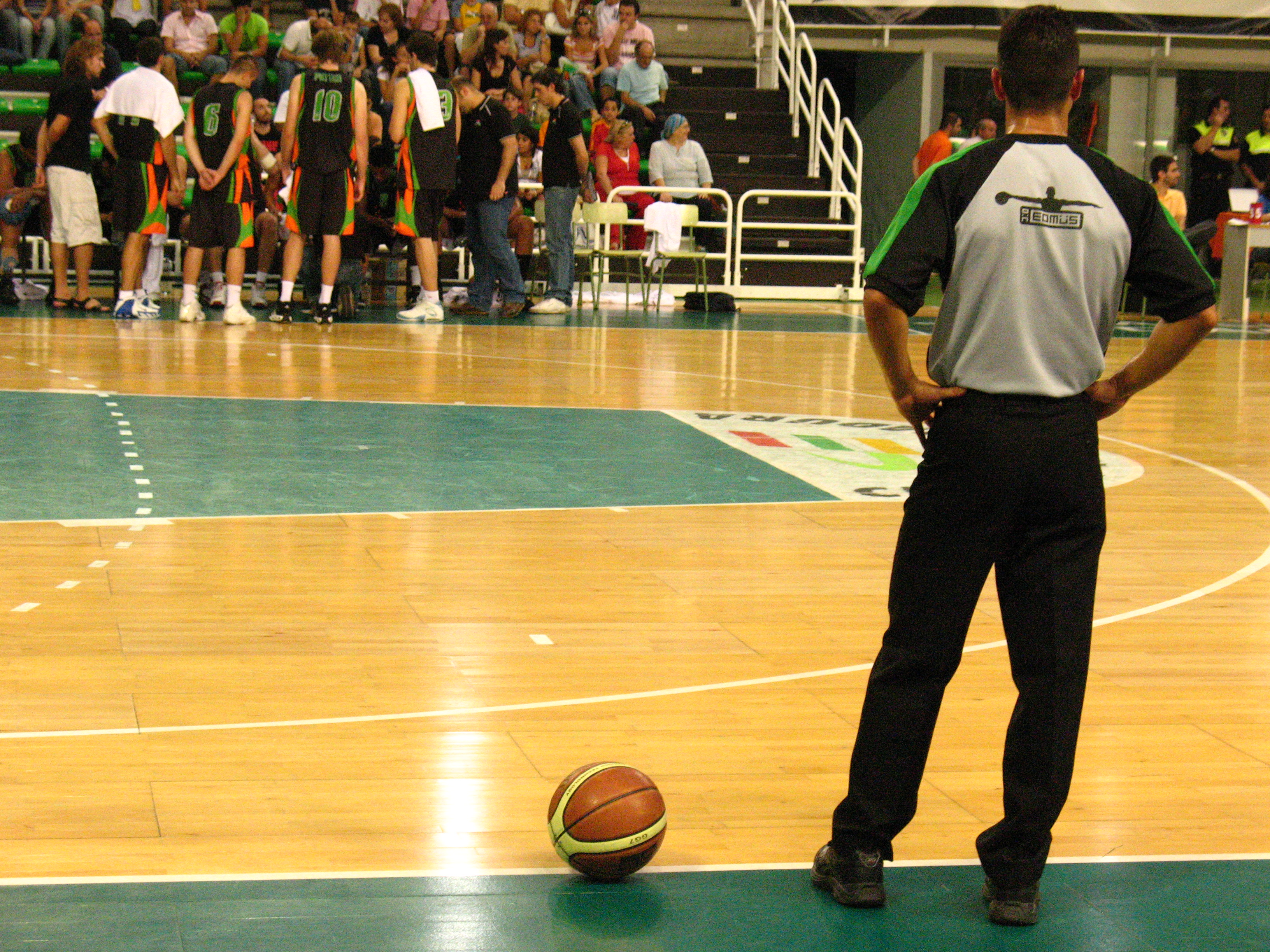
Przerwa meczu zakończy się, gdy zawodnik otrzyma piłkę do wprowadzenia.

## Pozostałe przerwy
Pozostałe przerwy rozpoczynają się w momencie rozbrzmienia sygnału zegara czasu gry kończącego daną kwartę lub dogrywkę.
Przerwy te kończą się, w momencie w którym piłka zostaje oddana do dyspozycji zawodnika, który ma wprowadzić piłkę z autu, co rozpoczyna daną część meczu.